# Ettore Cantarutti
Ettore Cantarutti (Udine, 21 gennaio 1903 – ...) è stato un calciatore italiano, di ruolo difensore.

## Carriera
Con l'Udinese disputa 40 gare nei campionati di Prima Divisione 1922-1923 e Prima Divisione 1925-1926.